# قباد ظفر
کی‌قباد ظفر بختیار (زادهٔ ۱۲۸۹ – درگذشتهٔ ۱۳۶۶) که با نام قباد ظفر شناخته می‌شود، معمار، سیاست‌مدار و نوازندهٔ سنتور ایرانی بود، که در دوره هجدهم مجلس شورای ملی بعنوان نماینده گلپايگان در مجلس حضور داشت. او از معدود شاگردان حبیب سماعی در ساز سنتور بود که شیوهٔ وی را ادامه داد.

## معماری
کیقباد ظفر بختیار (قباد ظفر)، فرزند خسرو خان سردار ظفر از خان‌های بختیاری، در سال ۱۲۸۴ ه.ش در بلوک بختیاری متولد شد. او تحصیلات ابتدائی را در مدرسه‌ فرهنگ اصفهان و متوسطه را در کالج آمریکایی تهران به پایان رساند و در سال ۱۳۰۵ برای ادامه تحصیل راهی انگلستان شد. وی پس از ده سال تحصیل در آکادمی هنرهای زیبای سلطنتی انگلستان در رشته‌ٔ معماری فارغ‌التحصیل شد. قباد ظفر در سال ۱۳۱۵ به ایران بازگشت و به عنوان مهندس طراح در شرکت‌های مختلف مهندسی و ادارهٔ ساختمان بانک ملی و همچنین در دفتر شخصی‌اش مشغول به کار شد.
از مهم‌ترین پروژه‌های ظفر بختیار در زمینه‌ طراحی و اجرا می‌توان به آرامگاه رضاشاه در شهر ری اشاره کرد که ساخت آن با همکاری محسن فروغی و علی‌اکبر صادق انجام شد و در سال ۱۳۲۹ به بهره‌برداری رسید. همچنین کتابخانهٔ مجلس شورای ملی که با همکاری محسن فروغی، هوشنگ سیحون و علی اکبر صادق‌ در سال ۱۳۴۱ پایان یافت و ساختمان‌های وزارت راه، شعبه‌ مرکزی بانک ملی در گرگان و آبادان (حوالی سال‌های ۱۳۲۵ تا ۱۳۲۸)، مهمانخانه‌ آبگرم لاریجان (برنده‌ مسابقه) و ویلایی در فیشرآباد (خیابان سپهبد قرنی کنونی در تهران).

## موسیقی
قباد ظفر برای فراگیری ساز سنتور ابتدا به حبیب سماعی مراجعه کرد. سماعی به وی پیشنهاد کرد که نخست سنتور را نزد ابوالحسن صبا فرا بگیرد. وی پس از آموختن سنتور از صبا، برای تکمیل آموخته‌هایش از حبیب سماعی بهره برد. او از معدود شاگردان حبیب سماعی در ساز سنتور بود که شیوهٔ وی را ادامه داد.
حبیب سماعی از بین شاگردانش سه نفر را تأیید کرده‌ و در این مورد گفته است: «فقط مهندس قباد ظفر و مرتضی عبدالرسولی و نورعلی برومند شاگردان واقعی من هستند که حوصله به خرج می‌دهند و ابراز علاقه می‌نمایند و گرنه دیگران فقط هوس نواختن سنتور دارند و جز مدت کوتاهی با من کار نمی‌کنند و هنوز چیزی فرانگرفته مجلس درس را ترک می‌گویند.»

## آثار موسیقی
- ضربی‌خوانی‌های حسین تهرانی به همراه: تمبک حسین تهرانی، ویلن و سه‌تارِ ابوالحسن صبا، پیانوی مرتضی محجوبی، ویلن علی تجویدی و مهدی خالدی و تار لطف‌الله مجد.[۶]
- صد سال سنتور (گزیده ای از شیوه های سنتورنوازی در دوران معاصر)، تکنوازی در دستگاه شور[۷]
- مجموعه آثار ۱ و ۲ ادیب خوانساری (آواز ابوعطا)[۸][۹]

## سیاست
در انتخابات دوره هجدهم مجلس شورای ملی در ۲۶ تا ۲۸ دی ۱۳۳۲ قباد ظفر به نمایندگی گلپایگان و خوانسار انتخاب شد و یک دوره بر کرسی نمایندگی نشست (تا سال ۱۳۳۵).